# 36. Tony-gála
A 36. Tony-gála az 1981/1982-es szezon legjobb Broadway színházi alakításait értékelte. A díjátadót 1982. június 6-án tartották a New York-i Imperial Theatreben, a műsor házigazdája Tony Randall volt. A gálát az CBS televízióadó közvetítette élőben.

## Győztesek és jelöltek
A nyertesek félkövérrel jelölve.
| Legjobb színdarab | Legjobb musical |
| --- | --- |
| - Nicholas Nickleby – David Edgar - A szív bűnei – Beth Henley - Az öltöztető – Ronald Harwood - "Master Harold"...and the Boys – Athol Fugard | - Kilenc - Dreamgirls - József és a színes szélesvásznú álomkabát - Pump Boys and Dinettes |
| Legjobb színdarab újra a színpadon | Legjobb szövegkönyv musicalben |
| - Othello - Egy csepp méz - Médeia - My Fair Lady | - Tom Eyen – Dreamgirls - Tim Rice – József és a színes szélesvásznú álomkabát - Arthur Kopit – Kilenc - Joel Siegel, Martin Charnin – The First                                                           |
| Legjobb férfi főszereplő színdarabban | Legjobb női főszereplő színdarabban |
| - Roger Rees – Nicholas Nickleby (Nicholas Nickleby) - Tom Courtenay – Az öltöztető (Norman) - Milo O'Shea – Mass Appeal (Tim Farley) - Christopher Plummer – Othello (Iago)                                                                                        | - Zoe Caldwell – Médeia (Médeia - Katharine Hepburn – The West Side Waltz (Margaret Mary Elderdice) - Geraldine Page – Ágnes, az Isten báránya (Miriam Ruth) - Amanda Plummer – Egy csepp méz (Josephine)  |
| Legjobb férfi főszereplő musicalben | Legjobb női főszereplő musicalben |
| - Ben Harney – Dreamgirls (Curtis Taylor Jr.) - Herschel Bernardi – Hegedűs a háztetőn (Tevye) - Victor Garber – Little Me (További szereplők) - Raúl Juliá – Kilenc (Guido Contini)                                                                                | - Jennifer Holliday – Dreamgirls (Effie White) - Lisa Mordente – Marlowe (Emelia Bossano) - Mary Gordon Murray – Little Me (Belle Poitrine) - Sheryl Lee Ralph – Dreamgirls (Deena Jones)                  |
| Legjobb férfi mellékszereplő színdarabban | Legjobb női mellékszereplő színdarabban |
| - Zakes Mokae – "Master Harold"...and the Boys (Sam) - Richard Kavanaugh – A melegház (Gibbs) - Edward Petherbridge – Nicholas Nickleby (Newman Noggs) - David Threlfall – Nicholas Nickleby (Smike)                                                                | - Amanda Plummer – Ágnes, az Isten báránya (Agnes) - Judith Anderson – Médeia (Nővér) - Mia Dillon – A szív bűnei (Babe Botrelle) - Mary Beth Hurt – A szív bűnei (Meg MaGrath)                            |
| Legjobb férfi mellékszereplő musicalben | Legjobb női mellékszereplő musicalben |
| - Cleavant Derricks – Dreamgirls (James "Thunder" Early) - Obba Babatundé – Dreamgirls (C.C. White) - David Alan Grier – The First (Jackie Robinson) - Bill Hutton – József és a színes szélesvásznú álomkabát (József)                                             | - Liliane Montevecchi – Kilenc (Liliane La Fleur) - Karen Akers – Kilenc (Luisa Contini) - Laurie Beechman – József és a színes szélesvásznú álomkabát (Narrátor) - Anita Morris – Kilenc (Carla Albanese) |
| Legjobb eredeti zene | Legjobb koreográfia |
| - Kilenc – Maury Yeston (zene és dalszöveg) - Dreamgirls – Henry Krieger (zene), Tom Eyen (dalszöveg) - József és a színes szélesvásznú álomkabát – Andrew Lloyd Webber (zene), Tim Rice (dalszöveg) - Merrily We Roll Along – Stephen Sondheim (zene és dalszöveg) | - Michael Bennett, Michael Peters – Dreamgirls - Peter Gennaro – Little Me - Tony Tanner – József és a színes szélesvásznú álomkabát - Tommy Tune – Kilenc                                                 |
| Legjobb színdarabrendező | Legjobb musicalrendező |
| - Trevor Nunn, John Caird – Nicholas Nickleby - Melvin Bernhardt – A szív bűnei - Geraldine Fitzgerald – Mass Appeal - Athol Fugard – "Master Harold"...and the Boys                                                                                                | - Tommy Tune – Kilenc - Michael Bennett – Dreamgirls - Martin Charnin – The First - Tony Tanner – József és a színes szélesvásznú álomkabát                                                                |
| Legjobb díszlettervezés | Legjobb jelmeztervezés |
| - John Napier, Dermot Hayes – Nicholas Nickleby - Ben Edwards – Médeia - Lawrence Miller – Kilenc - Robin Wagner – Dreamgirls | - William Ivey Long – Kilenc - Theoni V. Aldredge – Dreamgirls - Jane Greenwood – Médeia - John Napier – Nicholas Nickleby                                                                                 |
| Legjobb látványtervezés | |
| - Tharon Musser – Dreamgirls - Martin Aronstein – Médeia - David Hersey – Nicholas Nickleby - Marcia Madeira – Kilenc | |

### Különdíjak
- A legjobb körzeti színház: The Guthrie Theatre, Minneapolis, Minnesota
- Theatre Award '82: Warner Communications, Radio City Music Hall
- Tony-különdíj: The Actors' Fund of America

## Előadott számok
- Rose-Marie
- Oh, Kay!
- Jubilee
- Leave It to Me
- On Your Toes
- Between the Devil
- Annie, a mesterlövész
- Miss Liberty
- Call Me Madam
- The Most Happy Fella
- Hegedűs a háztetőn
- The New Moon
- Silk Stockings
- Wish You Were Here
- The Laugh Parade
- Carnival
- Kapj el!
- Olivér
- Pippin
- Dreamgirls ("It's All Over/And I Am Telling You I'm Not Going" - Jennifer Holliday);
- József és a színes szélesvásznú álomkabát ("Any Dream Will Do" - Bill Hutton);
- Kilenc ("Be Italian" - Kathi Moss);
- Pump Boys and Dinettes ("Vacation"/"No Holds Barred"/"Highway 57")

## Műsorvezetők
A gálán az alábbi műsorvezetők működtek közre:
- Lucie Arnaz
- Milton Berle
- Victor Borge
- Pam Dawber
- Lillian Gish
- Marvin Hamlisch
- Lena Horne
- Beth Howland
- Robert Goulet
- James Earl Jones
- Swoosie Kurtz
- Michele Lee
- Hal Linden
- Ann Miller
- Robert Preston
- Jason Robards
- Ginger Rogers
- Gary Sandy
- Ben Vereen

## Fordítás
- Ez a szócikk részben vagy egészben  a(z)   36th Tony Awards című angol Wikipédia-szócikk fordításán alapul.  Az eredeti cikk szerkesztőit annak laptörténete sorolja fel. Ez a jelzés csupán a megfogalmazás eredetét és a szerzői jogokat jelzi, nem szolgál a cikkben szereplő információk forrásmegjelöléseként.